# Mazda Bongo Friendee
Mazda Bongo Friendee — минивэн для «домашнего» рынка от японского концерна Mazda, также производившийся как Ford Freda в рамках технического соглашения с американским автопроизводителем Ford. Создан на платформе капотного Mazda MPV первого поколения, но от этой модели в первую очередь отличается большей высотой салона и наличием полноприводных версий. Снят с производства в 2005 году.

## Конструкция
Mazda Bongo Friendee оснащался двумя бензиновыми и одним дизельным двигателями. 2-литровый бензиновый FE-E является одновальным, его особенность — наличие трёх клапанов на цилиндр. Максимальная мощность — 105 л.с. V-образный 6-цилиндровый J5-DE рабочим объёмом 2,5 литра отличается наличием четырёх распределительных валов. Максимальная мощность этого двигателя равна 160 л.с. Рядный 4-цилиндровый турбодизель WL-T объёмом 2,5 литра также отличается наличием трёх клапанов на каждый цилиндр. ТНВД этого двигателя до 1999 года имел механическое управление, и мощность составляла 125 л. с., далее (при замене узла электронно-управляемым) мощность подняли до 130 л. с.
Полный привод был доступен только на вариантах Bongo Friendee с дизельным двигателем. Вискомуфта могла передавать на передние колёса до 50 % тяги при проскальзывании задней оси, которая в обычных дорожных условиях и являлась ведущей. Минивэны с 5-ступенчатой МКПП выпускались в небольших количествах до 1999 года, далее единственной доступной коробкой передач осталась 4-ступенчатая АКПП.

## Варианты исполнения салона
Mazda Bongo Friendee выпускалась в пяти исполнениях салона — двух восьмиместных (три ряда сидений, в одном из вариантов второй и третий ряды кресел имели общие полозья), семиместном, шестиместном Camper (присутствовали кухонный блок, холодильник, душ и 110-вольтные розетки) и грузопассажирском пятиместном с двумя рядами сидений.
Модификация Mazda Bongo Friendee выпускалась только с уникальным (единственным в мире серийным) кузовом Auto Free Top (AFT), крыша которого представляет собой поднимающуюся при помощи электропривода двухместную палатку. Вариант AFT мог присутствовать также при любом другом исполнении салона.